# Зіткнення (фільм, 1984)
«Зіткнення» — радянський двосерійний телефільм 1984 року, знятий режисером Ісааком Фрідбергом на Литовській кіностудії.

## Сюжет
Телефільм знято за мотивами роману Миколаса Слуцкіса «Наприкінці дня». Відповідальний працівник Казюкенас тяжко захворів. Йому доводиться лягти до лікарні та довіритися відомому хірургу Нарімантасу. Хворий та лікар — старі знайомі. В юності вони були нерозлучними друзями, але щось зруйнувало їхню дружбу. Тепер, коли вони обоє досягли зрілого віку, їм доводиться знайомитися заново, подолати старі образи. І це нелегко.

## У ролях
- Микола Пастухов — Нарімантас, хірург
- Анатолій Ромашин — Олександр Антанович Казюкенас
- Саулюс Баландіс — Рітіс, син Нарімантаса
- Ольга Остроумова — Рута, дружина Нарімантаса
- Неле Савіченко-Клімене — Айсте, дружина Казюкенаса
- Любомирас Лауцявічюс — Йонас Чебрюнас, головлікар
- Тетяна Божок — Влада, наречена Рітіса
- Ірена Мацкявічюте — медсестра
- Д. Чепайте — епізод
- Ванда Марчінскайте — епізод
- Роландас Буткявічюс — чоловік у черзі
- Ельвіра Жебертавічюте — Резене
- Альгімантас Мажуоліс — епізод
- Сігітас Рачкіс — льотчик
- Олексій Аніщик — пацієнт в лікарні
- Степан Барилович — працівник автосервісу
- І. Вайтекунайте — епізод
- М. Віндергаус — епізод
- А. Жукас — епізод
- Ю. Калякін — епізод
- Г. Поцюс — епізод
- А. Пулікас — епізод
- А. Цал — епізод

## Знімальна група
- Режисер — Ісаак Фрідберг
- Сценарист — Ісаак Фрідберг
- Оператор — Донатас Печюра
- Композитор — Євген Дога
- Художники — Олександр Бойм, Михайло Мальков